# 佐々木智一
佐々木 智一（ささき ともかず、1981年8月8日 - ）は、NHKのアナウンサー。

## 人物
神奈川県横浜市出身。
関東学院六浦小学校から高校までを卒業。学校の同級生には政治家の小泉進次郎がいる。
法政大学卒業後、2005年に入局。　

## 嗜好・挿話
- 1980年代の歌謡曲に詳しい[2]。
- 趣味は懐メロ（フォークソング、グループ・サウンズ）を聴くこと、スキー、旅行[1]、ラグビー観戦、愛犬と遊ぶ、古いゲームやおもちゃ探し、水族館巡り、ミュージカル鑑賞[2]。
- 好きな食べ物はひじき[4]。

## 担当番組
☆は担当中
岡山放送局時代
- 月刊 岡山トラのアナ
- 岡山のニュース
- 岡山ニュース845
- ニュースコア6岡山 - キャスター代行など

津放送局時代
- ほっとイブニングみえ - キャスター、リポート、中継
- 三重のニュース

広島放送局時代
- 広島・中国地方のニュース、中継、リポート
- おはようひろしま - 代理キャスター
- お好みワイドひろしま - リポーター
- ひろしまニュース845

徳島放送局時代
- あわとく - キャスター[5]
- とく6徳島（不定期出演） - 中継、リポート[5]、漆原輝休暇中のキャスター代行など
- あわ☆メロR - 制作、DJ[5]
- 徳島のニュース、中継、リポート

大阪放送局時代
- ニュース・気象情報（ごごナマ内・全国の定時ニュース）（午後2時：大阪局から放送した場合・ - 2021年3月）
- 関西のニュース（土曜正午・18:45、日曜朝番など）☆
- ニュース845～関西のニュースと気象情報～（不定期）☆
- NHKニュースおはよう関西 代理・不定期 → キャスター（隔週・2022年8月 -  2024年3月）
- 京コトはじめ（不定期に、中継コーナー「京コト+」担当）
- 令和6年能登半島地震の緊急報道対応による金沢放送局への応援派遣で、全国ニュースへの入中と石川県内の入中を担当（2024年1月8日 - 10日）。

東京アナウンス室時代